# Designated Survivor
Designated Survivor was een Amerikaanse politieke dramaserie over een kabinetslid dat plots president van de Verenigde Staten wordt als al zijn kabinetscollega's omkomen. De serie werd sinds 21 september 2016 uitgezonden door ABC in de Verenigde Staten en door CTV in Canada. Nadat de eerste twee seizoenen reeds door Netflix buiten Noord-Amerika werden aangeboden, werd op 5 september 2018 bekend dat Netflix het derde seizoen ditmaal zelf zal produceren.

## Verhaal
Tijdens de State of the Union komen de president en alle kabinetsleden om, op de minister van Volkshuisvesting en Stedelijke Ontwikkeling Tom Kirkman na, die is aangewezen als designated survivor (aangewezen overlevende). Deze designated survivor is aangesteld om bij gebeurtenissen waarbij president, vicepresident en kabinet samen aanwezig zijn, fysiek ergens anders te zijn zodat nooit de gehele presidentiële lijn van opvolging weggevaagd kan worden. Kirkman wordt snel beëdigd als president, maar de aanval op de State of the Union is slechts het begin van een serie gebeurtenissen.

## Rolverdeling

### Hoofdrollen
| Acteur            | Personage                 | Huidige Functie                       | Voormalige Functie                                       | Seizoen(en) |
| ----------------- | ------------------------- | ------------------------------------- | -------------------------------------------------------- | ----------- |
| Kiefer Sutherland | Thomas Adam (Tom) Kirkman | President                             | Minister van Volkshuisvesting en Stedelijke Ontwikkeling | 3           |
| Adan Canto        | Aaron Shore               | Vicepresident                         | Nationaal Veiligheidsadviseur                            | 3           |
| Italia Ricci      | Emily Rhodes              | Campagnestrateeg                      | Stafchef van het Witte Huis                              | 3           |
| Kal Penn          | Seth Wright               | Directeur Communicatie                | Perssecretaris                                           | 3           |
| Maggie Q          | Hannah Wells              | CIA-agent                             | FBI-agent                                                | 3           |
| LaMonica Garrett  | Mike Ritter               | Secret Service-agent                  |                                                          | 2           |
| Natascha McElhone | Alexandra (Alex) Kirkman  | first lady                            | Advocaat                                                 | 2           |
| Paulo Costanzo    | Lyor Boone                | Directeur Politieke Zaken             | Spindoctor                                               | 1           |
| Zoe McLellan      | Kendra Daynes             | Directeur Juridische Zaken            | Advocaat                                                 | 1           |
| Ben Lawson        | Damian Rennett            | Voormalig MI6-agent                   |                                                          | 1           |
| Anthony Ewards    | Mars Harper               | Stafchef van het Witte Huis           |                                                          | 1           |
| Elena Tovar       | Isabel Pardo              | Assistent Stafchef van het Witte Huis | Director of Social Innovation                            | 1           |

### Belangrijkste bijrollen
| Acteur                  | Personage                | Huidige Functie                                 | Voormalige Functie                         | Aflevering(en) |
| ----------------------- | ------------------------ | ----------------------------------------------- | ------------------------------------------ | -------------- |
| Jake Epstein            | Chuck Russink            | FBI-analist                                     |                                            | 28             |
| Mckenna Grace           | Penny Kirkman            |                                                 |                                            | 21             |
| Reed Diamond            | John Foerstel            | Directeur van de FBI                            | Directeur Interne Zaken                    | 19             |
| Tanner Buchanan         | Leo Kirkman              |                                                 |                                            | 19             |
| Malik Yoba              | Jason Atwood             | Voormalig Onderdirecteur van de FBI             |                                            | 17             |
| Geoff Pierson           | Cornelius Moss           | Voormalig Minister van Buitenlandse Zaken       | President                                  | 16             |
| Virginia Madsen         | Kimble Hookstraten       | Minister van Onderwijs                          | Voorzitter van het Huis van Afgevaardigden | 15             |
| Ashley Zukerman         | Peter MacLeish           | Vicepresident                                   | Lid van het Huis van Afgevaardigden        | 10             |
| Benjamin Charles Watson | Dontae Evans             |                                                 |                                            | 10             |
| Julie White             | Lorraine Zimmer          |                                                 |                                            | 10             |
| Lauren Holly            | Lynn Harper              |                                                 |                                            | 9              |
| Chukwudi Iwuji          | Dr. Eli Mays             |                                                 |                                            | 8              |
| Clark Backo             | Ava                      |                                                 |                                            | 8              |
| Wendy Lyon              | Carrie Rhodes            |                                                 |                                            | 8              |
| Lara Jean Chorostecki   | Beth MacLeish            |                                                 |                                            | 8              |
| Jennifer Wigmore        | Dianne Lewis             |                                                 |                                            | 7              |
| Terry Serpico           | Patrick Lloyd            | Voormalig CEO                                   |                                            | 7              |
| Breckin Meyer           | Trey Kirkman             |                                                 |                                            | 6              |
| Kevin McNally           | Generaal Harris Cochrane | Voormalig Chairman of the Joint Chiefs of Staff |                                            | 6              |
| Aunjanue Ellis          | Ellenor Darby            | Vicepresident                                   | Burgemeester van Washington D.C.           | 6              |
| Kim Raver               | Dr. Andrea Frost         |                                                 |                                            | 6              |
| Rob Morrow              | Abe Leonard              | Journalist                                      |                                            | 5              |
| Michael J. Fox          | Ethan West               | Advocaat                                        |                                            | 5              |
| Mark Deklin             | Jack Bowman              |                                                 |                                            | 5              |
| Timothy Busfield        | Dr. Adam Louden          |                                                 |                                            | 5              |
| Bonnie Bedelia          | Eva Brooker              |                                                 |                                            | 5              |
| Aaron Ashmore           | Phil Brunton             |                                                 |                                            | 4              |
| Peter Outerbridge       | Charlie Langdon          |                                                 |                                            | 4              |
| Mykelti Williamson      | Admiraal Chernow         | Chairman of the Joint Chiefs of Staff           | Vice Chairman of the Joint Chiefs of Staff | 3              |
| Kim Raver               | Andrea Frost             | CEO                                             |                                            | 3              |
| Michael Gaston          | Gouverneur John Royce    |                                                 |                                            | 2              |
| Bill Smitrovich         | Nate Butcher             |                                                 |                                            | 1              |

## Productie
Designated Survivor werd op 14 december 2015 besteld door ABC, waarna op 6 mei 2016 bekend werd gemaakt dat het eerste seizoen 13 afleveringen zou bedragen. Vlak na de première werd op 22 september 2016 bekend dat Netflix de serie buiten Noord-Amerika zou uitzenden. Op 29 september 2016 werd bekend dat het eerste seizoen zou worden opgerekt naar 21 afleveringen. Op 27 september 2017 ging het tweede seizoen in première, dat uit 22 afleveringen bestaat. Op 11 mei 2018 maakte ABC bekend dat seizoen 2 het laatste seizoen van de serie zou zijn. Na eerdere geruchten, maakte Netflix op 5 september 2018 bekend een derde seizoen voor de serie te gaan produceren. De serie wordt opgenomen in het Canadese Toronto.
Op 25 juli 2019 werd door Netflix bekendgemaakt dat de serie geen vervolg zal krijgen.

## Ontvangst
De serie ontving overwegend positieve recensies. Het eerste seizoen werd volgens Rotten Tomatoes door 85% van de professionele recensenten positief beoordeeld, met een gemiddelde score van 6,98 uit 10. Op Metacritic scoorde het eerste seizoen een score van 71 uit 100, gebaseerd op 35 recensies.